# Stewardship
Stewardship eller förvaltarskap är en etik som innefattar ansvarsfull planering och hantering av resurser. Begreppet förvaltarskap kan tillämpas på miljö och natur, ekonomi, hälsa, egendom, information,  teologi, kulturella resurser etc.

## Termens historik
Förvaltarskap omfattade ursprungligen uppgifterna för hushållets förvaltare, härlett från stiġ (hus, hall) och slit (avdelning, vakt, vårdnadshavare, vaktmästare). Förtroendeskapet relaterades i början till hushållens tjänares uppgifter för att föra mat och dryck till slottets matsal. Dess ansvar utvidgades så småningom till att omfatta hela hushållets interna service- och ledningsbehov.
Kommersiellt förvaltarskap tenderar till att avse passagerares servicekrav på fartyg, tåg, flygplan eller gäster på restauranger. Förvaltarskap är nu allmänt erkänt begrepp för acceptans eller tilldelning av ansvar för och skydd av andras ägodelar.

## Internationella organisationer
- Forest Stewardship Council, sedan 1993
- Marine Stewardship Council, sedan 1996
- Aquaculture Stewardship Council, sedan 2010
- Alliance for Water Stewardship, sedan 2017